# Buýt đường sông
Buýt đường sông (tiếng Anh: water taxi hoặc water bus) là một chiếc tàu thủy (hoạt động trên sông hoặc ven biển) chuyên chở hành khách trên những tuyến đường và lịch trình cố định. Có buýt đường sông chỉ chuyên chở người, nhưng cũng có loại được thiết kế để chở được hàng hóa hoặc phương tiện cá nhân nhỏ gọn như xe đạp, xe máy. Khác với phà, buýt đường sông chủ yếu chở khách hoặc hàng hóa tải trọng thấp. Buýt đường sông là một trong những phương tiện vận tải hữu ích nối liền nhiều điểm với nhau ở những thành phố vùng sông nước và, trong nhiều trường hợp, rẻ hơn và nhanh hơn nhiều so với việc quy hoạch một mạng lưới xe buýt hoặc tàu điện ngầm.

## Các tuyến buýt đường sông trên thế giới

### Việt Nam
- Thành phố Hồ Chí Minh: đang vận hành tuyến số 1 buýt đường sông Sài Gòn[1][2].

## Phân loại
Thường có hai loại chính:
- Buýt đường sông chỉ chở người (hành khách).
- Buýt đường sông chở người (hành khách) và hàng hóa tải trọng thấp như xe đạp, xe máy.

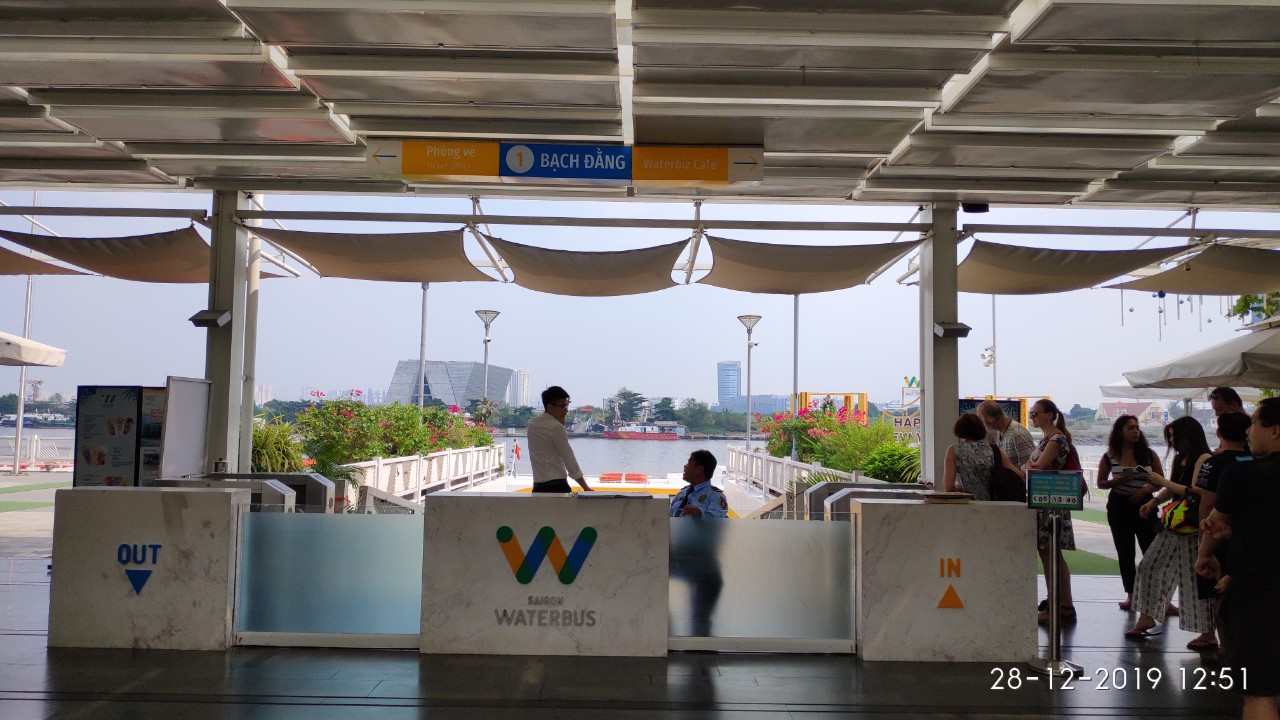
Cổng soát vé tại ga Bạch Đằng, buýt sông Sài Gòn
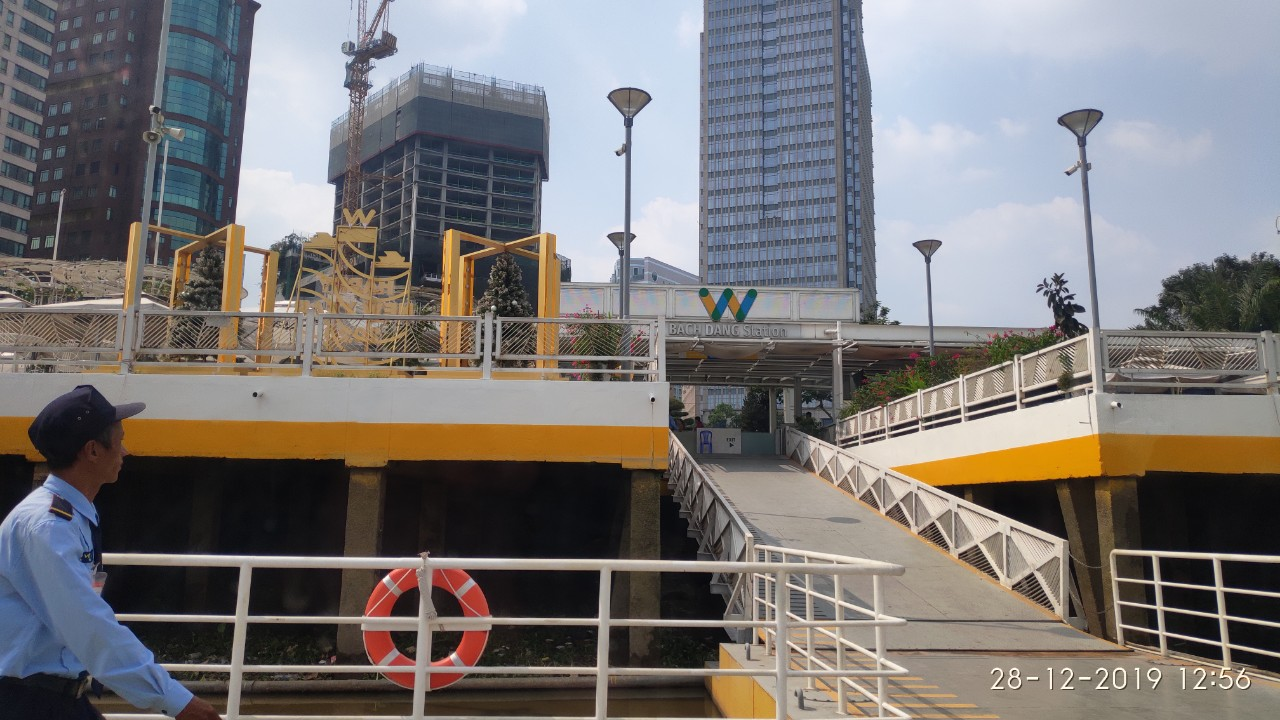
Buýt sông Sài Gòn - ga Bạch Đằng
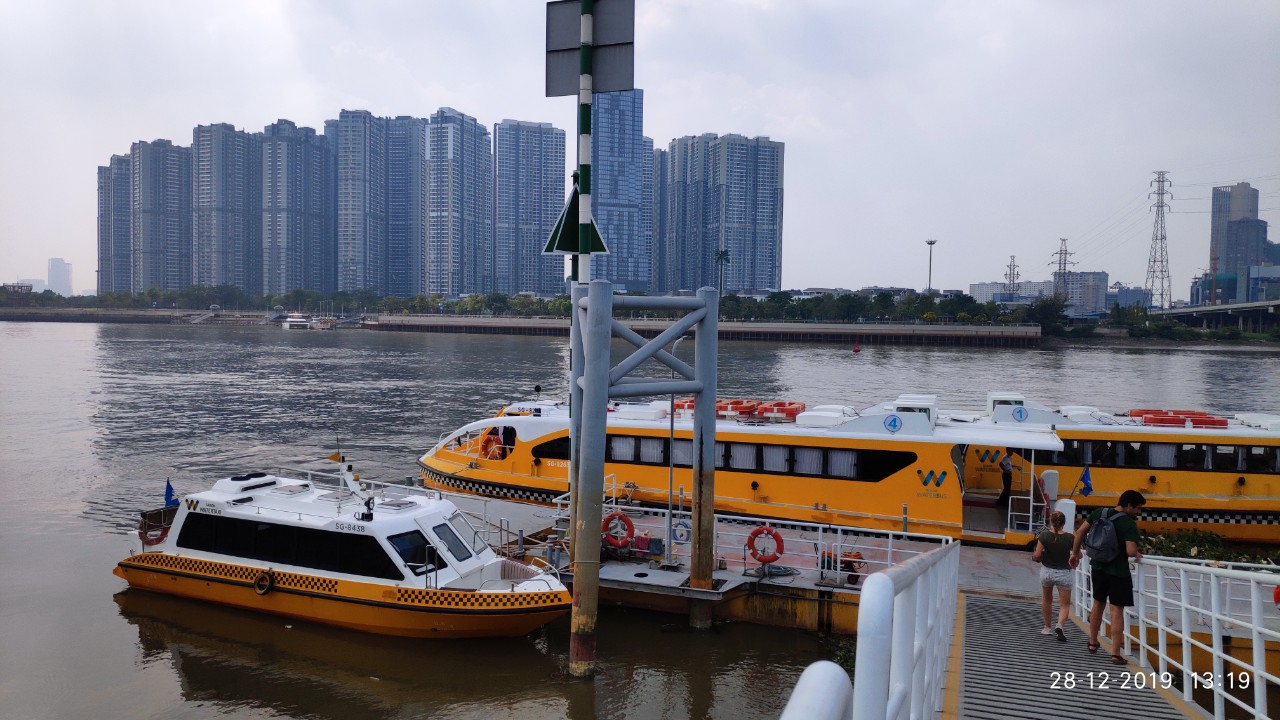
Tàu buýt tại ga Bình An
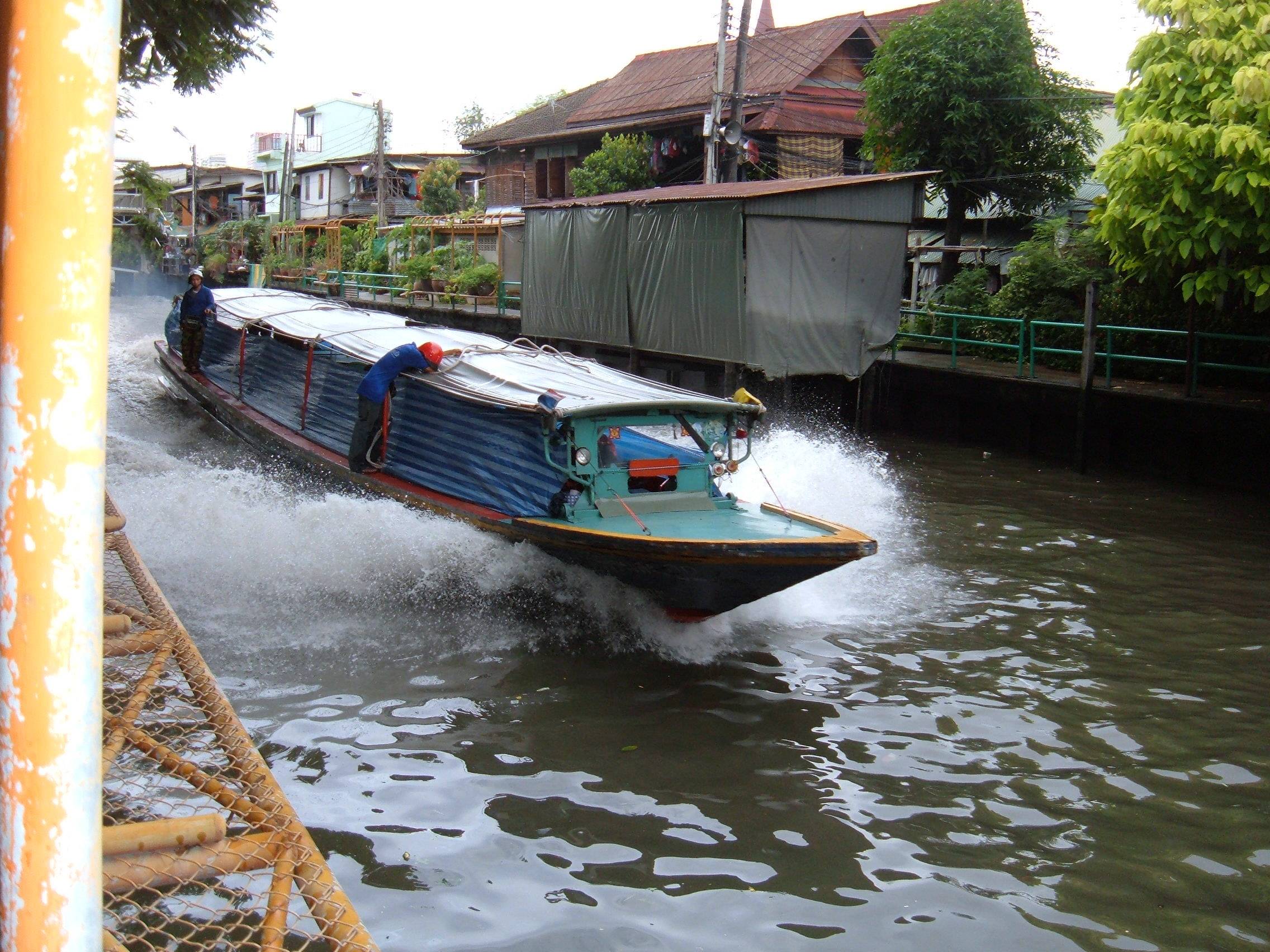
Một chiếc buýt sông Khlong Saen Saep[3] có thể chở 50,000 hành khách mỗi ngày.